# Keisuke Kuwata
『Keisuke Kuwata』（ケイスケ・クワタ）は、桑田佳祐の1作目のオリジナル・アルバム。1988年7月9日にCD・レコード・カセットテープで発売。発売元はタイシタレーベル。キャッチコピーは『くちずさんでいるのは、彼です。』。
1992年6月27日、2001年6月25日にはリマスタリングされたCDが再発売された。また、2016年2月26日にはダウンロード配信、2019年12月20日にはストリーミング配信を開始した。

## 背景
KUWATA BANDの活動中は、レコーディングはスタジオセッションで比較的短時間で仕上げ、ライブやテレビ出演も精力的に行ったものの、それらの活動が終わった後、KUWATA BANDでの活動に疑問を感じ、今度はスタジオにじっくり篭って曲作りに専念したいと思ったことと、当時の桑田の中に「ポップス」という言葉に対して再び愛着を感じるようになったことなどが重なり、こうした思いから制作が始まった。1987年の夏から1年掛かりでレコーディングは続けられた。
サザンオールスターズのデビュー10周年の時期に重なることとなり、サザン復活の直後にソロアルバムリリースということになった。当時開催されたサザンのライブ『真夏の夜の夢 - 1988大復活祭』の中では桑田ソロのコーナーが設けられ、本作の収録曲も多く演奏された。

## 録音・批評
藤井丈司の他に小林武史もプロデュースやアレンジを桑田と共同で務めており、この時から桑田と小林のレコーディング体制が始まっている。
当時の制作方式は、桑田がある程度曲のコード進行やイメージを伝えると、小林がいくつかのアレンジの選択肢を与え、それに対する返答を基に方向性を模索するというものだった。桑田は小林の選択肢に対して曖昧にかつ無責任に返答する時もあったため、「そんな僕と一緒にやるハメになった彼らの苦悩や、いかばかりか・・・である」と著書で発言している。
桑田は「このアルバムで一番幸せだったのは、小林君というパートナーに出会えたこと」「このアルバムのシェフは小林君。素材桑田は気持ちよく仕事させていただきました。」と、小林を絶賛している。

## 音楽性
桑田は、このアルバムでは詞の内容にも力を入れたといい、以前の作品のような語感重視の言葉遊びで終わらせるのではなく、洗練された内容の詞が多い。また、英語の部分を前活動のKUWATA BANDで英語詞を担当していたトミー・スナイダーが全編に補作していることも大きい。桑田夫妻に長男、次男が生まれていた時期でもあり、子供の目線や子供へのメッセージをテーマにした曲もある。桑田は歌詞が出来上がると「これを見せたら彼らはどんなリアクションをするだろう?」と思うようになり、新たに出来上がった歌詞を小林・藤井らに見せることがひとつの楽しみであり勝負でもあったと語っている。

## リリース・アートワーク
ジャケットには桑田の肖像画が使用され、歌詞カード内部や裏面にはレコーディングスタジオの風景が写されている。写真には桑田のほか藤井と小林も共に写っている。本作では当時喫煙していたハイライトを吸う姿が写されており、机の上にもハイライトの箱が置いてある。
再発売
- 1992年6月27日（CD）VICL-8061
- 2001年6月25日（CD）VICL-60804

## 受賞歴
| 年     | 音楽賞                 | 結果           | 出典   |
| ------ | ---------------------- | -------------- | ------ |
| 1988年 | 第30回日本レコード大賞 | 優秀アルバム賞 | [ 11 ] |

## チャート成績
1988年7月18日付と7月25日付のオリコン週間ランキングで1位を獲得し、2週連続首位を記録した。オリコンによる累計売上枚数は65万枚を記録している。

## 収録曲
全作詞・作曲：桑田佳祐、編曲：小林武史 with 桑田佳祐、藤井丈司。
| #         | タイトル                                    | 作詞  | 作曲・編曲 | 時間 |
| --------- | ------------------------------------------- | ----- | ---------- | ---- |
| 1.        | 「哀しみのプリズナー」                      |       |            | 4:16 |
| 2.        | 「今でも君を愛してる」                      |       |            | 3:27 |
| 3.        | 「路傍の家にて」                            |       |            | 3:33 |
| 4.        | 「Dear Boys」                               |       |            | 3:18 |
| 5.        | 「ハートに無礼美人 (Get out of my Chevvy)」 |       |            | 3:38 |
| 6.        | 「いつか何処かで (I FEEL THE ECHO)」        |       |            | 5:20 |
| 7.        | 「Big Blonde Boy」                          |       |            | 3:43 |
| 8.        | 「Blue ～こんな夜には踊れない」             |       |            | 4:51 |
| 9.        | 「遠い街角 (The wanderin' street)」         |       |            | 3:57 |
| 10.       | 「悲しい気持ち (JUST A MAN IN LOVE)」       |       |            | 3:54 |
| 11.       | 「愛撫と殺意の交差点」                      |       |            | 3:35 |
| 12.       | 「誰かの風の跡」                            |       |            | 4:45 |
| 合計時間: | 合計時間:                                   | 48:17 |            |      |

1. 哀しみのプリズナー
コーラスにアン・ルイスが参加している。
音楽評論家の中山康樹は、「なんというすばらしさ」「これこそ新しいニッポンのロックだろう。」と、本楽曲を絶賛している。[13]。
ベスト・アルバム『TOP OF THE POPS』にも収録されている。
2. 今でも君を愛してる
ベスト・アルバム『I LOVE YOU -now & forever-』にも収録されている。
3. 路傍の家にて
歌詞は当時のバブル景気の社会や株投資家への皮肉を込めたものになっている[14]。
4. Dear Boys
子供の目線を取り入れたノスタルジックで物憂げな楽曲。ジョン・レノンの「ビューティフル・ボーイ」に影響を受けたという。桑田は「サザンでは出来ない、ソロならではの作品」と自己評価している[15]。
5. ハートに無礼美人 (Get out of my Chevvy)
ブラスセクションを取り入れた楽曲。歌詞の内容は都会的な大人の恋の駆け引きである[9]。
桑田が言うには歌謡曲的であり、執拗に韻の踏み方に拘ったという[9]。
6. いつか何処かで (I FEEL THE ECHO)
2枚目シングル。
7. Big Blonde Boy
ニューヨークで「SHE'S A BIG TEASER」をレコーディングした際のホール&オーツの印象をそのまま歌にした楽曲[15]。
8. Blue ～こんな夜には踊れない
映画『ラッフルズホテル』主題歌[注釈 1]。
ベスト・アルバム『フロム イエスタデイ』や『TOP OF THE POPS』にも収録されている。
9. 遠い街角 (The wanderin' street)
自身出演のフジフイルム CMソング。ユニクロ「Life Wear/ふたりのエアリズム編」CMソング[注釈 2]。
コーラスに竹内まりやが参加している。
ベスト・アルバム『TOP OF THE POPS』にも収録されている。
10. 悲しい気持ち (JUST A MAN IN LOVE)
ソロデビューシングル。
11. 愛撫と殺意の交差点
歌詞は次世代の子供たちへ向けた内容になっている[18]。
12. 誰かの風の跡
ユニクロ「Life Wear/メリノウール 絵本専門店編」CMソング[19][注釈 3]。
ファルセットが活かされている。[21]。
ベスト・アルバム『フロム イエスタデイ』、『TOP OF THE POPS』、『いつも何処かで』にも収録されている。

## 参加ミュージシャン
- 桑田佳祐:Vocals, Chorus
- 小林武史:Keyboards, Synthesizer
- 藤井丈司:Drums & Synthesizer Programming, Sequencing, Computer Programming

| 哀しみのプリズナー - 長田進:Guitars - 原田末秋:Acoustic guitars - 笛吹利明:Acoustic guitar - Annie Lewis:Chorus 今でも君を愛してる - 山木秀夫:Rolling Snare 路傍の家にて - 原田末秋:Electric & Acoustic guitar Dear Boys - 琢磨仁:Bass - 原田末秋:Ukulele - 斎藤誠:Acoustic guitar - 原由子:Chorus - 小林武史:Synth Bass, Chorus ハートに無礼美人 (Get out of my Chevvy) - 原田末秋:Guitar - 山木秀夫:Cymbals - 松本治:Trombone いつか何処かで (I FEEL THE ECHO) - そうる透:Mallet Cymbals | - 原田末秋:Electric & Acoustic guitars Big Blonde Boy - 原田末秋:Guitars - 下山淳:Guitar solo - 樋沢達彦:Additional bass - 桑名晴子:Chorus Blue ～こんな夜には踊れない - 原田末秋:Guitars - 下山淳:Guitar solo 遠い街角 (The wanderin' street) - 竹内まりや:Chorus - 河内淳一:Acoustic guitar 悲しい気持ち (JUST A MAN IN LOVE) - 琢磨仁:Bass - 杉真理:Chorus - 原田末秋:Guitars 愛撫と殺意の交差点 - 門倉聡:Co-arrangement, Synthesizers, Synth-bass - 原田末秋:Guitar - 竹内まりや:Chorus - 桑田祐宜:Shout |

## ライブ映像作品
| 曲名                                    | 作品名                                                                  | 備考                                                                      |
| --------------------------------------- | ----------------------------------------------------------------------- | ------------------------------------------------------------------------- |
| 哀しみのプリズナー                      | 桑田さんのお仕事 07/08 〜魅惑のAVマリアージュ〜                         |                                                                           |
| 今でも君を愛してる                      | 桑田佳祐 LIVE TOUR & DOCUMENT FILM 「I LOVE YOU -now & forever-」完全盤 |                                                                           |
| 路傍の家にて                            | 未収録                                                                  |                                                                           |
| Dear Boys                               | がらくたライブ                                                          |                                                                           |
| ハートに無礼美人 (Get out of my Chevvy) | けいすけさん、ビデオも色々と大変ねぇ。                                  |                                                                           |
| いつか何処かで (I FEEL THE ECHO)        | →「 いつか何処かで (I FEEL THE ECHO) § ライブ映像作品 」を参照          |                                                                           |
| Big Blonde Boy                          | 未収録                                                                  |                                                                           |
| Blue ～こんな夜には踊れない             | 桑田さんのお仕事 07/08 〜魅惑のAVマリアージュ〜                         |                                                                           |
| Blue ～こんな夜には踊れない             | お互い元気に頑張りましょう!! -Live at TOKYO DOME-                       | アコースティックアレンジでの演奏。2番のサビに日本語詞が新たに追加された。 |
| 遠い街角 (The wanderin' street)         | 桑田さんのお仕事 07/08 〜魅惑のAVマリアージュ〜                         |                                                                           |
| 遠い街角 (The wanderin' street)         | LIVE TOUR 2021「BIG MOUTH, NO GUTS!!」                                  |                                                                           |
| 悲しい気持ち (JUST A MAN IN LOVE)       | →「 悲しい気持ち (JUST A MAN IN LOVE) § ライブ映像作品 」を参照         |                                                                           |
| 愛撫と殺意の交差点                      | 未収録                                                                  |                                                                           |
| 誰かの風の跡                            | けいすけさん、ビデオも色々と大変ねぇ。                                  |                                                                           |